# 勒梅讷库尔
勒梅讷库尔（法語：Remennecourt，法語發音：[ʁəmɛnkuʁ]）是法国默兹省的一个市镇，属于巴勒迪克区。

## 地理
勒梅讷库尔（48°48'6"N, 4°55'10"E）面积2.74 平方千米，位于法国大東部大區默兹省，该省份为法国西北部内陆省份，北与比利时接壤，西接马恩省和阿登省，南至上马恩省和孚日省，东临默尔特-摩泽尔省。
与勒梅讷库尔接壤的市镇（或旧市镇、城区）包括：阿利扬塞勒、塞迈兹莱班、孔特里松、奥尔南河畔朗库尔。

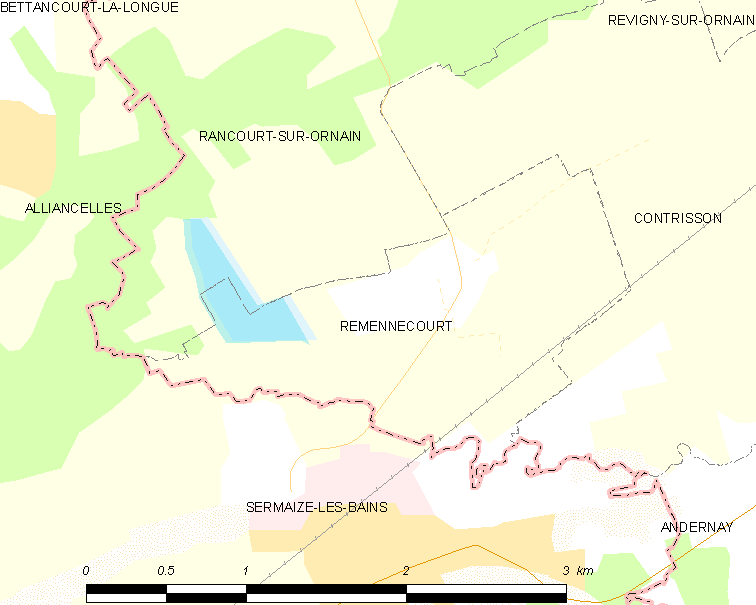
勒梅讷库尔的OSM定位图

勒梅讷库尔的时区为UTC+01:00、UTC+02:00（夏令时）。

## 行政
勒梅讷库尔的邮政编码为55800，INSEE市镇编码为55424。

## 政治
勒梅讷库尔所属的省级选区为奥尔南河畔勒维尼县。

## 人口

1962-2008年间勒梅讷库尔人口变化图示

勒梅讷库尔于2022年1月1日时的人口数量为45人。